# Mychajliwka (rejon ałczewski)
Mychajliwka (ukr. Михайлівка) – osiedle typu miejskiego na Ukrainie, w obwodzie ługańskim, w faktycznie niefunkcjonującym rejonie ałczewskim, od 2014 pod kontrolą marionetkowej, kontrolowanej przez Rosję Ługańskiej Republiki Ludowej. W 2001 liczyło 2885 mieszkańców, spośród których 2204 wskazało jako ojczysty język ukraiński, 665 rosyjski, 6 białoruski, a 10 inny.

## Urodzeni
- Natalja Pokłonska